# Franciszek Biesiadecki
Franciszek Biesiadecki (28. února 1869 Krakov – 4. července 1940 Lvov) byl rakouský politik polské národnosti z Haliče, na počátku 20. století poslanec Říšské rady.

## Biografie
Působil jako statkář. Vystudoval na právnické fakultě Lvovské univerzity. Po studiích spravoval své statky. V roce 1914 byl zvolen za poslance Haličského zemského sněmu. Zajímal se o sbírky umění, byl mecenášem a bibliofilem. V letech 1917–1922 vydával jím založený časopis Exlibris, později podporoval časopis Silva Rerum. Roku 1925 založil ve Lvově Spolek milovníků knih a téhož roku i Svaz lvovských numismatiků. Svou sbírku ex libris roku 1935 odkázal národnímu muzeu v Krakově a další část sbírky roku 1938 Jagellonské knihovně.
Působil také coby poslanec Říšské rady (celostátního parlamentu Předlitavska), kam usedl v doplňovacích volbách do Říšské rady roku 1909, konaných podle všeobecného a rovného volebního práva. Byl zvolen za obvod Halič 34. Nastoupil 30. června 1909 místo Dawida Abrahamowicze. Po volbách roku 1909 byl na Říšské radě členem poslaneckého Polského klubu.